# Émile Friol
Émile Friol (Lió, 6 de març de 1881 - Amiens, 6 de novembre de 1916) va ser un ciclista francès que fou professional entre 1904 i 1914. Es dedicà principalment al ciclisme en pista en la modalitat de velocitat, en què guanyà dos Campionats del Món.
Va morir en un accident de motocicleta durant la Primera Guerra Mundial.

## Palmarès
- 1904
  -  Campió de França de velocitat
- 1906
  -  Campió de França de velocitat
- 1907
  -  Campió del món de velocitat
  - Campió d'Europa en Velocitat
  -  Campió de França de velocitat
  - 1r al Gran Premi de París
  - 1r al Gran Premi de Reims
- 1908
  - 1r al Gran Premi de l'UVF
- 1909
  - 1r al Gran Premi de París
- 1910
  -  Campió del món de velocitat
  - Campió d'Europa en Velocitat
  -  Campió de França de velocitat
  - 1r al Gran Premi de París
  - 1r al Gran Premi de l'UVF
  - 1r al Gran Premi de Reims
- 1911
  - 1r al Gran Premi de l'UVF
- 1913
  -  Campió de França de velocitat